# Petróvskoye (Krasnodar)
Petróvskoye (del ruso: Петровское) es un seló del raión de Otrádnaya del krai de Krasnodar, en Rusia. Está situado en la cabecera del arroyo Sujaya, afluente del río Bolshói Zelenchuk, junto a las fronteras del krai de Stávropol y la república de Karacháyevo-Cherkesia,  15 km al nordeste de Otrádnaya y 220 km al sureste de Krasnodar, la capital del krai. Tenía 794 habitantes en 2010.
Pertenece al municipio Blagodárnenskoye.

## Historia
La localidad fue fundada por colonos provenientes del vecino krai de Stávropol en 1922. En 1924 se decidió bautizar al pueblo con el nombre actual en homenaje a su primer habitante Piotr Ivánovich Mazilo. En 1927 se organizó el primer TOSZ, llamado Toltovskoye, para el cultivo de la tierra. En 1929 es transformado en el koljós Tsentralni, que en 1930 es rebautizado Pamiat Lénina. En 1959 este koljós es unido al koljós Krásnoye Znamia de Blagodárnoye.

## Economía
El principal sector económico es la agricultura. Cabe destacar la existencia de un taller de fabricación de muebles.